# Lijst van rijksmonumenten in Borculo
De plaats Borculo telt 23 inschrijvingen in het rijksmonumentenregister. Onderstaande tabel geeft een overzicht daarvan.
| Object                                                                                     | Oorspronkelijke functie?            | Bouwjaar                                  | Architect      | Locatie                            | Coördinaten?                 | Nr.?   | Afbeelding                                                      |
| ------------------------------------------------------------------------------------------ | ----------------------------------- | ----------------------------------------- | -------------- | ---------------------------------- | ---------------------------- | ------ | --------------------------------------------------------------- |
| Synagoge                                                                                   | Kerk en kerkonderdeel               | 1877                                      | J. te Veldhuis | Weverstraat 4                      | 52° 6' 56" NB, 6° 31' 27" OL | 516416 | Meer afbeeldingen                                               |
| Badhuis                                                                                    | Kerk en kerkonderdeel               | 1877                                      |                | Weverstraat bij 4                  | 52° 6' 56" NB, 6° 31' 26" OL | 516417 | Badhuis                                                         |
| T-boerderij met aangrenzende schuur                                                        | Boerderij                           | 1850-1940                                 |                | Platvoetsdijk 22                   | 52° 5' 38" NB, 6° 30' 50" OL | 516419 | Upload foto                                                     |
| Twee geschakelde schuren                                                                   | Boerderij                           | 1909                                      |                | Platvoetsdijk 22                   | 52° 5' 38" NB, 6° 30' 50" OL | 516420 | Twee geschakelde schuren                                        |
| Twee geschakelde schuren                                                                   | Boerderij                           | 1850-1940                                 |                | Platvoetsdijk 22                   | 52° 5' 38" NB, 6° 30' 50" OL | 516421 | Upload foto                                                     |
| Kleine villa met schuurtje                                                                 | Woonhuis                            | 1910-1915                                 |                | Burgemeester Bloemersstraat 22     | 52° 6' 59" NB, 6° 31' 17" OL | 516427 | Kleine villa met schuurtje                                      |
| Transformatorhuisje                                                                        | Nutsbedrijf                         | ca. 1922                                  | B. Beeftink    | Burgemeester Bloemersstraat 40a    | 52° 6' 56" NB, 6° 31' 10" OL | 516428 | Meer afbeeldingen                                               |
| Villa, gebouwd op middeleeuwse resten van het voormalige, hier gesitueerde hof van borculo | Woonhuis                            | 1887                                      |                | Hoflaan 1                          | 52° 6' 49" NB, 6° 31' 33" OL | 516429 | Meer afbeeldingen                                               |
| Woonhuis van het type villa                                                                | Woonhuis                            | 1900                                      |                | Steenstraat 34                     | 52° 6' 43" NB, 6° 31' 16" OL | 516430 | Woonhuis van het type villa                                     |
| De Stenen Tafel                                                                            | Industrie- en poldermolen           | 17xx                                      |                | Het Eiland 1                       | 52° 6' 54" NB, 6° 31' 17" OL | 9869   | Meer afbeeldingen                                               |
| Voormalig muldershuis behorend bij de watermolen over de berkel                            | Woonhuis                            | eerste helft 19e eeuw (bouw) 1925 (vern.) |                | Het Eiland 5                       | 52° 6' 55" NB, 6° 31' 17" OL | 9870   | Voormalig muldershuis behorend bij de watermolen over de berkel |
| Kelders van slot                                                                           | Restanten slot te Borculo           | 16e eeuw                                  |                | Hoflaan 3                          | 52° 6' 48" NB, 6° 31' 30" OL | 9874   | Upload foto                                                     |
| Natuurstenen poortje                                                                       | Erfscheiding                        | eerste helft 17e eeuw                     |                | Hofstraat 5                        | 52° 6' 53" NB, 6° 31' 28" OL | 9875   | Meer afbeeldingen                                               |
| Brandspuitenhuisje ingemetselde fragmenten                                                 | Overheidsgebouw                     | Tweede kwart 16e eeuw                     |                | Korte Wal 11                       | 52° 6' 55" NB, 6° 31' 20" OL | 9876   | Meer afbeeldingen                                               |
| Boerderijtje onder pannen schilddak                                                        | Boerderij                           | midden 19e eeuw                           |                | Korte Wal 18                       | 52° 6' 57" NB, 6° 31' 20" OL | 9877   | Meer afbeeldingen                                               |
| De Olliemölle                                                                              | Industrie- en poldermolen           | 17xx                                      |                | Lange Molenstraat 17               | 52° 6' 54" NB, 6° 31' 16" OL | 9878   | Meer afbeeldingen                                               |
| 'De Lebbenbrugge'                                                                          | Boerenhuis, tolboerderij en herberg | 16e eeuw (bouw) 1932-1939 (rest.)         |                | Lebbenbruggedijk 25                | 52° 6' 28" NB, 6° 29' 31" OL | 9879   | Meer afbeeldingen                                               |
| Schuur met schildak en zijgevel                                                            | Boerderij                           |                                           |                | Lange Molenstraat 15               | 52° 6' 53" NB, 6° 31' 16" OL | 9880   | Upload foto                                                     |
| Joriskerk                                                                                  | Kerk en kerkonderdeel               | 16e eeuw                                  |                | Muraltplein 51                     | 52° 6' 54" NB, 6° 31' 24" OL | 9881   | Meer afbeeldingen                                               |
| Spuisluis                                                                                  | Waterkering en -doorlaat            | 19e eeuw                                  |                | Burgemeester Bloemersstraat bij 30 | 52° 6' 56" NB, 6° 31' 17" OL | 9882   | Meer afbeeldingen                                               |
| Boerderijtje op rechthoekige plattegrond                                                   | Boerderij                           | eerste helft 19e eeuw                     |                | Oude Schooldijk 1                  | 52° 6' 54" NB, 6° 29' 51" OL | 9893   | Upload foto                                                     |
| Villa Beekvliet                                                                            | Woonhuis                            | 1905                                      | G. Halbertsma  | Beekvliet 1                        | 52° 7' 39" NB, 6° 29' 21" OL | 521460 | Meer afbeeldingen                                               |
| Koetshuis                                                                                  | Woonhuis                            | 1835                                      |                | Beekvliet bij 1                    | 52° 7' 40" NB, 6° 29' 23" OL | 529901 | Meer afbeeldingen                                               |